# Stazione di Motta di Costigliole
La stazione di Motta di Costigliole (ufficialmente denominata Costigliole (Motta di) [sic]) è una fermata ferroviaria posta sulla linea Castagnole-Asti-Mortara.

## Storia
La stazione fu inaugurata il 12 luglio 1870 contestualmente all'apertura della ferrovia Castagnole-Asti-Mortara, il cui esercizio fu ceduto dallo Stato alla Società per le Ferrovie dell'Alta Italia (SFAI) in virtù della legge di riforma del 1865 nel frattempo intervenuta.
In base alla legge "Baccarini" del 27 aprile 1885, la concessione fu trasferita in tale anno alla Società per le Strade Ferrate del Mediterraneo, con servizi eserciti dalla Rete Mediterranea, per poi passare nel 1905 alle neocostituite Ferrovie dello Stato.
Sul finire del Novecento la stazione, privata del binario d'incrocio, venne trasformata in fermata.
Passata in gestione nel 2001 a Rete Ferroviaria Italiana, il 6 settembre 2010 il servizio fu interrotto tra Asti e Mortara, a causa di cedimenti strutturali della galleria presso Ozzano Monferrato, ponendo l'intera linea a rischio di chiusura.
Considerata la pesante situazione economico-finanziaria della Regione Piemonte, che a differenza della confinante Lombardia non intese avviare un programma di valorizzazione del trasporto su ferro, nel 2012 la stessa decretò la sospensione dei contratti di servizio su numerose linee secondarie di propria competenza, portando alla definitiva sospensione del traffico sia sulla Castagnole-Asti che sulla Asti-Mortara.
L'11 novembre 2018 la stazione è stata reinaugurata al passaggio di un treno storico di Fondazione FS Italiane, in occasione della riapertura turistica della tratta Asti-Castagnole-Canelli-Nizza Monferrato.
L'11 settembre 2023 il servizio passeggero è stato ripristinato con 12 treni giornalieri sul tratto Asti-Alba

## Strutture e impianti
Dotata di un fabbricato viaggiatori, la fermata dispone di un unico binario.